# Claas Garant
Der Claas Garant ist ein gezogener Mähdrescher des westfälischen Landmaschinenherstellers Claas. Er basiert auf dem selbstfahrenden Claas Mercur und ist somit technisch anders als der wesentlich häufiger gebaute ebenfalls gezogene Claas Super aufgebaut. Eine Bedeutung für den Mähdreschermarkt konnte der Garant aufgrund des Konkurrenzdrucks durch selbstfahrende Mähdrescher nicht erlangen. In der kurzen Produktionszeit zwischen 1967 und 1970 wurden nur knapp 1000 Maschinen hergestellt.

## Technik

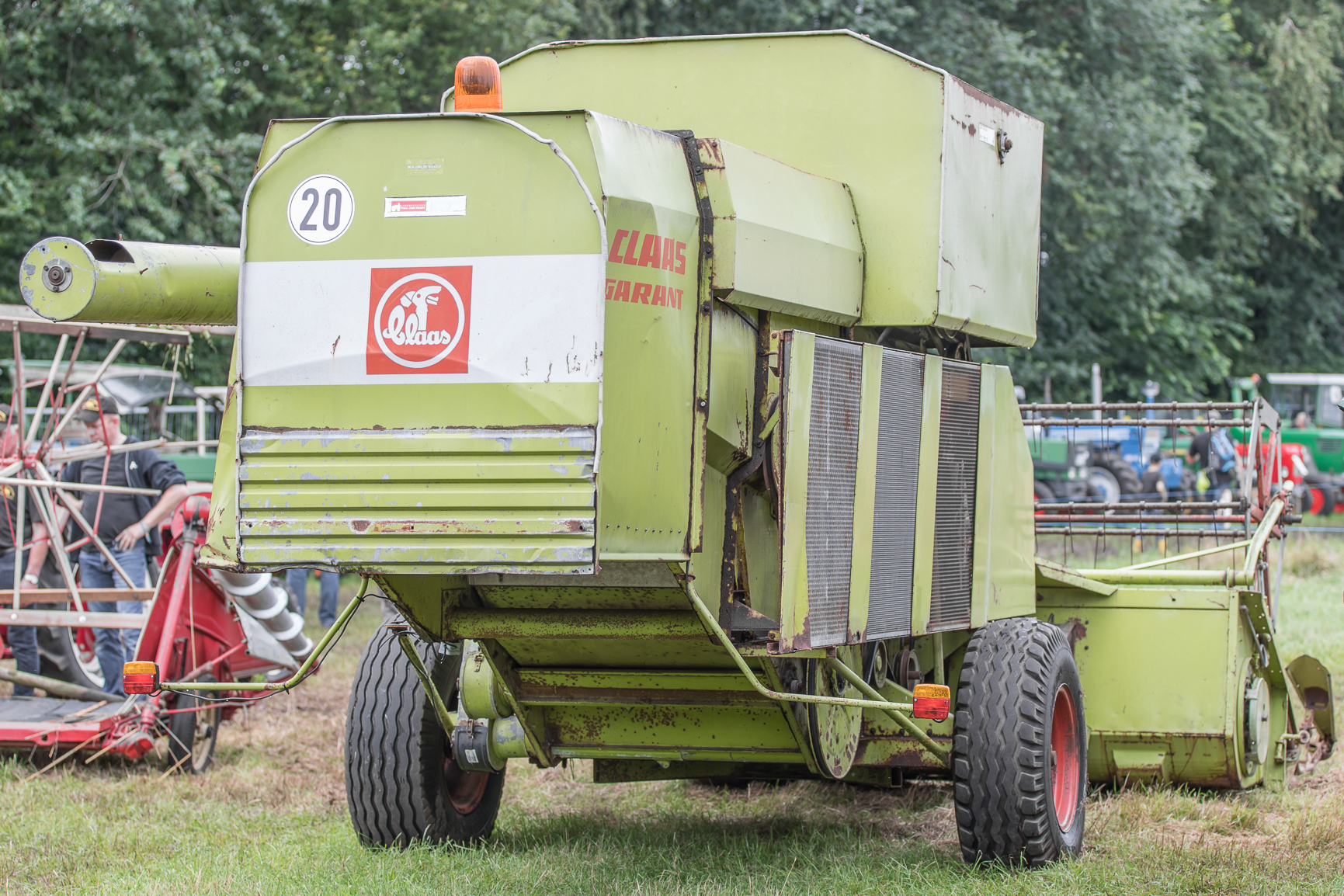
Claas Garant (Heckansicht)

Der Garant ist ein gezogener Mähdrescher, der nach dem Längsflussdreschsystem mit tangentialer Dreschgutzuführung arbeitet. Die Restkornabscheidung erfolgt mit einem konventionellen Schüttlersystem. Für den Antrieb ist ein Zapfwellenschlepper mit einer Motorleistung von mindestens 45 DIN-PS (33 kW) erforderlich. Bedient wird der Garant mit einer Fernbedienung vom Fahrersitz des ziehenden Schleppers aus. Durch Hochfahren des Schneidwerkes und Schwenken wird der Garant in Transportstellung gebracht.
Das Schneidwerk des Garant hat eine Schnittbreite von 2400 mm und ist hydraulisch zwischen −80 mm und 1200 mm höhenverstellbar. Es wird durch Schraubenfedern passiv an Bodenunebenheiten angepasst, auch die dreiteiligen Halmteiler sind beweglich aufgehängt und passen sich dem Boden an. Serienmäßig sind 16 Ährenheber angebaut. Die Federzinken-Pick-Up-Haspel kann hydraulisch in der Höhe und stufenlos in der Drehzahl eingestellt werden. Als Schutzmechanismus gegen Überlastung der Einzugswalze und Haspel ist eine federbelastete Zweischeibenreibkupplung eingebaut.
Die Dreschtrommel mit einer Breite von 1060 mm hat einen Durchmesser von 450 mm und sechs Schlagleisten. Ihre Drehzahl kann stufenlos mechanisch zwischen 650 min−1 und 1500 min−1 eingestellt werden. Die Trommel wird von einem Dreschkorb mit zehn Schlagleisten umgeben, der Abstand kann mittels Momentverstellung eingestellt werden. Vor dem Dreschkorb ist eine Steinfangmulde eingebaut. Die Entgrannungseinrichtung ist zweistufig, bei der ersten Stufe wird der Dreschkorb um drei Schlagleisten verlängert, die davorgeschwenkt werden. Die zweite Stufe besteht aus Entgrannerblechen, die unter den Korb geklappt werden. Sowohl die Entgrannungsstufen als auch die Momentverstellung können mit je einem Hebel bedient werden.
Das Langstroh gelangt von der Dreschtrommel auf vier Hordenschüttler mit einer Fläche von 3,15 m2, die Gesamtabscheidefläche beträgt 3,7 m2. Das Obersieb ist ein Lamellensieb, die Untersiebe können für verschiedene Fruchtsorten ausgewechselt werden, standardmäßig wurden vier Untersiebe mitgeliefert. Der Wind kommt aus einem Druckwindgebläse. Die Gesamtsiebfläche beträgt 2,05 m2. Das gereinigte Korn gelangt in den 1,8 m3 fassenden Korntank auf dem Dach der Maschine, eine Absackvorrichtung wurde nicht angeboten. Abgetankt wird mit einem Abtankrohr.